# Les Diablerets (cume)
O cume de Les Diablerets está localizado nos Alpes Berneses, na Suíça . Com seus metro  de altitude, é o ponto mais alto do maciço de mesmo nome .

## Geografia

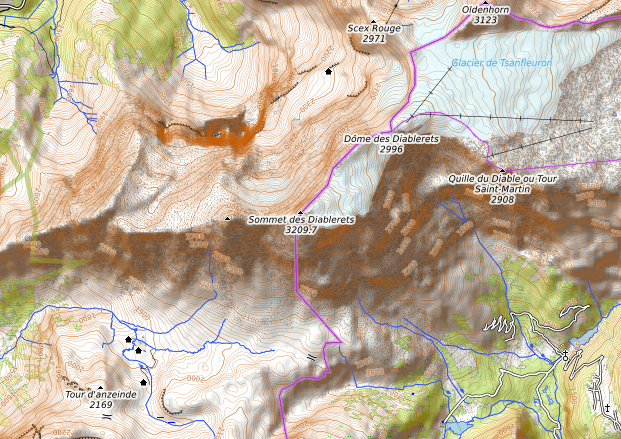
Mapa topográfico dos Diablerets.

O cume está localizado na fronteira entre os cantões de Vaud, sendo o seu ponto mais alto, e Valais .

## Montanhismo
A primeira ascensão de Les Diablerets foi realizada em 1850 por Gottlieb Studer, Melchior Ulrich, JD Ansermoz, JJ Siegfried e Johann Madütz, durante a travessia completa da montanha, desde Culan ( metro  ) até ao passo de Sanetsch . Depois de 1940, Pierre Vittoz abriu várias rotas difíceis, especialmente na encosta sudeste.